# Cerepivske (Natalivka), Zaporijjea
Cerepivske (în ucraineană Черепівське) este un sat în comuna Natalivka din raionul Zaporijjea, regiunea Zaporijjea, Ucraina.

## Demografie
Componența lingvistică a localității Cerepivske
     Ucraineană (77,42%)
     Rusă (22,58%)
Conform recensământului din 2001, majoritatea populației localității Cerepivske era vorbitoare de ucraineană (77,42%), existând în minoritate și vorbitori de rusă (22,58%).